# Niall Garbh Ó Domhnaill
Niall Garbh Ó Domhnaill (Niall Garbh irisch für „Rauer Niall“, anglisiert Niall Garve O’Donnell; * 1560; † 1626) war ein hochrangiges Mitglied des O’Donnell-Clans von Donegal im nordwestlichen Irland im 16. Jahrhundert. Seine Bekanntheit begründet sich hauptsächlich darin, dass er sich im späten Verlauf des Neunjährigen Krieges mit den Engländern gegen seine Landsleute verbündete. Er war mit seiner Cousine Nuala Ní Dhomhnaill verheiratet, der Schwester von Aodh Rua Ó Domhnaill und Ruairí Ó Domhnaill.
Niall Garbh war erzürnt über den Aufstieg seines Cousins Aodh Rua Ó Domhnaill zum Anführer des Clans im Jahr 1592, aber auch die Tatsache, dass dieser ihm später sein Schloss in Lifford ‚wegnahm‘, führte zur Fehde der zwei Verwandten.
Während Aodh Rua Ó Domhnaill in den Jahren 1594 bis 1603 im Neunjährigen Krieg gegen die Engländer kämpfte, nutzte Niall Garbh Anfang 1600 die Situation zu seinen eigenen Gunsten. Er verbündete sich mit den Engländern und lieferte diesen wichtige Informationen gegen seinen Cousin und Aodh Mór Ó Néill. Er ermöglichte so die Anlandung einer englischen Flotte unter Henry Dowcra in Derry. Doch schon 1601 überwarf er sich mit dem Lord Deputy, da dieser sich weigerte, ihm neben der Lordschaft von Tyrconnell auch die über Inishowen zu gewähren. 
1602, nachdem Aodh Rua Ó Domhnaill Irland verlassen hatte, gingen Niall Garbh und Ruairí Ó Domhnaill nach London, wo der Kronrat vergeblich versuchte, den Familienstreit zu schlichten. 
Als Ruairí mit Aodh Mór Ó Néill 1607 nach Rom floh, wurde er von seiner Schwester Nuala (und deren Tochter Gráinne) begleitet, die Niall Garbh verlassen hatte, nachdem er sich mit den Engländern verbündete.
1608 wurde Niall Garbh wegen der Komplizenschaft in der O’Doherty-Rebellion verurteilt und im Tower of London eingesperrt, wo er bis zu seinem Tod im Jahr 1626 einsaß.